# Ruhr Explores Solvation
Der Exzellenzcluster Ruhr Explores Solvation (EXC 2033), kurz RESOLV, ist ein interdisziplinäres Forschungsprojekt, welches seit 2012 im Rahmen der Exzellenzinitiative von Bund und Ländern über die Deutsche Forschungsgemeinschaft (DFG) gefördert wird.

## Organisation
Knapp 200 Wissenschaftler von sechs Instituten im Ruhrgebiet forschen interdisziplinär an der Rolle des LösungsmittelS in chemischen Reaktionen. War die Ruhr-Universität Bochum (RUB) in der ersten Förderperiode (EXC 1069, 2012 – 2018) noch alleinige Antragstellende Institution, ist die Technische Universität Dortmund seit der zweiten Förderperiode (EXC 2033, 2019 – 2025) Mitantragsstellende Institution des Clusters. Martina Havenith-Newen von der RUB ist die Sprecherin des Exzellenzclusters.
RESOLV-Forscher haben zahlreiche Preise erhalten und Förderungen eingeworben, darunter 15 Grants des Europäischen Forschungsrats (ERC-Grants) und vier Gottfried Wilhelm Leibniz-Preise der DFG. im Jahr 2021 ging der Chemie-Nobelpreis an den RESOLV Principal Investigator Benjamin List.

## Ziele und Forschungsfelder
Die Forschung in RESOLV steht unter der Überschrift: Verständnis und Design lösungsmittelabhängiger Prozesse. Die Mehrzahl aller chemischen Reaktionen, darunter viele, die für wichtige industrielle Prozesse von zentraler Bedeutung sind, sowie praktisch alle biologischen Prozesse finden in Lösung statt. Dennoch ist die Rolle des Lösungsmittels in diesen Prozessen noch nicht ausreichend erforscht. Durch die Forschung in RESOLV wurde gezeigt, dass das Lösungsmittel kein passiver Zuschauer ist, sondern einen aktiven Einfluss auf den Ablauf chemischer Reaktionen hat. In der ersten Förderungsperiode (EXC 1069, 2012–2018) hat der Exzellenzcluster RESOLV die Solvatationswissenschaft als neues interdisziplinäres Forschungsgebiet etabliert und einen vereinheitlichenden Rahmen für das Verständnis von Solvatationsprozessen geschaffen.
In der zweiten Förderungsphase (EXC 2033, 2019–2025) bauen die RESOLV-Forscher auf die erfolgreichen Ergebnisse der ersten Runde auf und untersuchen die Rolle des Lösungsmittels in der inhomogenen Phase, abseits des Gleichgewichts und unter extremen Bedingungen.
Die aktuellen Forschungsfelder sind:
- Bereich I: Lokale Lösungsmittelfluktuationen in heterogenen Systemen
- Bereich II: Lösungsmittelkontrolle der chemischen Dynamik und Reaktivität
- Bereich III: Solvatation unter extremen Bedingungen

Ein tiefes Verständnis der Solvatation wird den Zugang zu neuen technologischen Anwendungen ermöglichen, die von der homogenen und (Bio-)Katalyse bis zur Stabilisierung von Bioprodukten reichen. Das Fachwissen aus den Bereichen Katalyse und nachhaltige Reaktionstechnik wird genutzt, um zentrale Herausforderungen im Bereich der erneuerbaren Energiequellen anzugehen. Eine langfristige Vision von RESOLV ist die Entwicklung und Optimierung kostengünstiger Nanoelektrokatalysatoren, die quantitative Vorhersage biomolekularer Erkennungsprozesse und das Design neuartiger bioinspirierter Plattformen für die solare Brennstofferzeugung.

## (Partner-)Institutionen und Forschungsbauten
Die sechs beteiligten lokalen Institutionen im Ruhrgebiet sind:
| Institution                             | Standort            |
| --------------------------------------- | ------------------- |
| Ruhr-Universität Bochum                 | Bochum              |
| Technische Universität Dortmund         | Dortmund            |
| Universität Duisburg-Essen              | Duisburg/Essen      |
| Fraunhofer UMSICHT                      | Oberhausen          |
| Max-Planck-Institut für Kohlenforschung | Mülheim an der Ruhr |
| Max-Planck-Institut für Eisenforschung  | Düsseldorf          |

Um die benötigte Infrastruktur für Spitzenforschung zu ermöglichen wurden vom Bund und Land NRW zwei Forschungsbauten gefördert.
ZEMOS (Das Zentrum für molekulare Spektroskopie und Simulation solvensgesteuerter Prozesse) steht auf dem Campus der Ruhr-Universität Bochum und ist 2016 eröffnet worden. Aktuell befindet sich ein zweites Forschungsgebäude in der Bauphase. CALEDO (Center for Advanced Liquid-Phase Engineering Dortmund) wird zum Campus der TU Dortmund gehören. Der Grundstein für CALEDO wurde im September 2021 gelegt
RESOLV ist eingebettet in ein Netzwerk von mehr als 20 weitere internationalen, hochklassigen Partnerinstitutionen, der International Faculty (IF). Eine besondere Partnerschaft hat RESOLV zu dem Schwesterinstitut CALSOLV an der UC Berkeley. Seit 2014 forschen die Wissenschaftler aus Kalifornien und dem Ruhrgebiet zusammen auf dem Gebiet der Lösungsmittelforschung.

## Masterprogramm und Graduiertenschule
Seit Anfang 2013 hat RESOLV eine eigene Graduiertenschule gegründet. Die integrierte Graduiertenschule Solvation Science bietet ein strukturiertes Promotionsprogramm für Promovierende aus RESOLV in den Fachbereichen Chemie, Physik, Biochemie und Ingenieurwissenschaften. Das Promotionsprogramm zeichnet sich durch Zusatzqualifikationen, wie ein dreimonatiges Praktikum an einer der internationalen Partnerinstitutionen sowie Summer Schools und Soft-Skill Kurse aus.
Forschende aus RESOLV sind maßgeblich an der Lehre im interdisziplinären Masterstudiengang iMOS (Molecular Science-Spectroscopy and Simulation) an der RUB beteiligt. Der Schwerpunkt liegt auf moderner Laserspektroskopie, Mikroskopie, Computersimulation und Quantenchemie. Ein spezialisiertes iMOS-Kursjahr erfüllt die Anforderungen des vorbereitenden Fast-Track/Track II für Promovierende an der Graduate School of Chemistry and Biochemistry.